# Heinrich Adolph Schrader
Heinrich Adolf Schrader (Alfeld, 1 de janeiro de 1767 – Göttingen, 22 de outubro de 1836) foi um médico, botânico e micologista alemão.

## Obras
- Spicilegium florae germanicae (Hanover, 1794)
- Nova genera plantarum. Pars prima cum tabulis aeneis coloratis (Leipzig, 1797)
- Systematische Sammlung Cryptogamischer Gewächse (1796-97)
- Hortus Gottingensis (1809)